# Margaret Clitherow
Margaret Clitherow, vagy Clitherow Szent Margit (született Middleton, York, 1556 – York, 1586. március 25.) angol asszony, aki I. Erzsébet angol királynő idején vértanúhalált szenvedett. A római katolikus egyház szentté avatta, Anglia és Wales negyven mártírja közt tartja nyilván. „York gyöngyszemének” is szokták nevezni.

## Élete
Thomas és Jane Middleton öt gyermekének egyike. Apja tekintélyes üzletember, viaszboltos és yorki seriff volt, aki 1564-ben, Margaret tizennégy éves korában halt meg. 1571-ben feleségül ment John Clitherowhoz, a gazdag mészáros, városi kamaráshoz, és három gyermeket szült neki.
1574-ben tért át a római katolikus vallásra. Bár férje protestáns maradt, támogatta, mivel fivére, William katolikus pap volt. Kifizette a bírságot, amiért neje nem vett részt az anglikán istentiszteleten. Először 1577-ben börtönözték be, mert nem járt templomba, majd két újabb bebörtönzés következett a York-kastélyban. Harmadik gyermeke, William a börtönben született meg.
Margit az életét kockáztatta azzal, hogy papokat és jezsuita szerzeteseket fogadott be, rejtett és tartott el, amit az 1584-es törvény főbűnné tett. Két rejtekkamrát biztosított, az egyiket a háza szomszédságában, és mivel a házat megfigyelték, kibérelt egy házat valamivel távolabb, ahol elrejtette a papokat, akik a szentmisét celebrálták az üldöztetések alatt. Otthona a szökevény papok egyik legfontosabb búvóhelye lett Észak-Angliában. A helyi hagyományok szerint papi vendégeit a Peasholme Green-i „Fekete hattyú”-ban is bújtatta, ahol a királynő ügynökei voltak elszállásolva.
Nagyobbik fiukat, Henryt a franciaországi Reimsbe küldte, az English College-ba, hogy papi képzésben részesüljön. Férjét beidézték a hatóságok, hogy magyarázza meg, miért ment legidősebb fia külföldre, és 1586 márciusában átkutatták a Clitherow-házat. Egy ijedt fiú felfedte a papok rejtekhelyét, de a papnak sikerült kereket oldania.
Margaretet letartóztatták, és a yorki esküdtszéki bíróság elé vitték a katolikus papoknak menedéknyújtás bűntette miatt. Megtagadta a válaszadást, megakadályozva ezzel a tárgyalást, amelynek során három gyermekének tanúskodnia kellett volna, és kínzásnak vetették volna alá őket. Halálra ítélték. Bár várandós volt negyedik gyermekével, Gyümölcsoltó Boldogasszony napján (ami ugyanabban az évben nagypéntekre esett az ott akkor még érvényes Julián naptár szerint) kivégezték.
A két őrmester, akiknek végre kellett volna hajtaniuk a kivégzést, négy kétségbeesett koldust fogadott fel helyette. Meztelenre vetkőztették, kendőt kötöttek az arcára, majd ráfektették egy férfiököl méretű éles sziklára, a saját házának ajtaját rárakták, és megrakták hatalmas sziklákkal és kövekkel, amíg el nem tört a gerince. Halála tizenöt perc után következett be, de testét hat órán át közszemlére téve hagyták, mielőtt eltávolították róla a súlyt.
Erzsébet királynő sajnálatát fejezte ki Mrs. Clitherow kivégzése miatt, mert úgy érezte, hogy saját nemét meg kellett volna kímélniük a vértanúhaláltól.

## Kultusza
Margaret Clitherow-t XI. Piusz pápa 1929. december 15-én boldoggá, VI. Pál pedig 1970. október 25-én szentté avatta 39 másik angol és walesi vértanúval együtt.

## Fordítás
- Ez a szócikk részben vagy egészben  a   Margaret Clitherow című olasz Wikipédia-szócikk ezen változatának fordításán alapul.  Az eredeti cikk szerkesztőit annak laptörténete sorolja fel. Ez a jelzés csupán a megfogalmazás eredetét és a szerzői jogokat jelzi, nem szolgál a cikkben szereplő információk forrásmegjelöléseként.
- Ez a szócikk részben vagy egészben  a   Margaret Clitherow című angol Wikipédia-szócikk ezen változatának fordításán alapul.  Az eredeti cikk szerkesztőit annak laptörténete sorolja fel. Ez a jelzés csupán a megfogalmazás eredetét és a szerzői jogokat jelzi, nem szolgál a cikkben szereplő információk forrásmegjelöléseként.